# Kerkbuurt (Schagen)
Kerkbuurt is een buurtschap in de gemeente Schagen, in de Nederlandse provincie Noord-Holland.
Kerkbuurt is een hernoemde buurtschap: tot in het begin van de 20e eeuw was Harenkarspel de plaatsnaam. Het ligt tegenwoordig aan Tuitjenhorn vastgebouwd en wordt niet meer beschouwd als een afzonderlijke buurt. Tuitjenhorn-Centrum en Kerkbuurt worden tezamen gezien als een buurt van Tuitjenhorn; deze samengestelde buurt heeft een oppervlakte van 0,55 km² en telt 2.135 inwoners (stand 2023).

## Geschiedenis
Rond 1295 werd er een terp opgeworpen tussen Dirkshorn, Tuitjenhorn en Kalverdijk op een stuk land dat in bezit was van de Abdij van Egmond. Deze gaf het in leen aan de heren van Egmond. Deze verklaarden het gebied "vrij" om in te gaan wonen, een zogenaamde "hering". Later werd een kerkje gesticht, en werd de hering een kerspel: Heringkarspel, verbasterd tot Harenkarspel.
In 1923 werd de hervormde kerk gesloopt. In het begin van de 20e eeuw besloot de toenmalige gemeente Harenkarspel het plaatsje waar de gemeentenaam aan ontleend was, te hernoemen tot Kerkbuurt. In de jaren zeventig werd het huidige kerkplein heraangelegd met sierbestrating die de contouren van de vroegere kerk aangeeft.
Burgerbrug · Burgervlotbrug · Callantsoog · Dirkshorn · Eenigenburg · Groenveld · Groote Keeten · Krabbendam · Oudesluis · Petten · 't Rijpje · Schagen · Schagerbrug · Schoorldam (deels) · Sint Maarten · Sint Maartensbrug · Sint Maartensvlotbrug · Stroet · Tjallewal · Tolke (deels) · Tuitjenhorn · Valkkoog · Waarland · Warmenhuizen · 't Zand

Buurtschappen: Abbestede · Avendorp · Bliekenbos · 't Buurtje · De Banne · Burghorn · Cornelissenwerf · Dijkstaal · Grootven · Grotewal · Het Korfwater · De Hale · Hemkewerf · Huiskebuurt · Kalverdijk · Keinse · Keinsmerbrug · Kerkbuurt · Lagedijk · Leihoek · Mennonietenbuurt · Nes · Schagerwaard · Sint Maartenszee · Slootgaard · De Stolpen · Stolpervlotbrug · Vennik (deels) · 't Wad · De Weel (deels) · Woudmeer · Zijbelhuizen · Zijpersluis